# Девиантно поведение
Девиантното поведение е постъпка или действие на човека или на група лица, което не съответства на официално установените или фактически възприетите в определено общество – култура, субкултура или група, норми и очаквания.

## Девиация
Проблемът за девиациите, като отклоняващо се от нормата поведение на човека, е един от основните проблеми в съвременната психология, социология, педагогика, политология и други науки. Девиацията има много форми и типове. С термина „девиантност“ се означава състоянието на субекта на девиацията, а нейното проявление се означава като „девиантно поведение“.